# 高梁市生活福祉バス
高梁市生活福祉バス（たかはししせいかつふくしバス）は、岡山県高梁市にて運行しているコミュニティバスである。

## 概要
- 合併前から旧成羽町、旧川上町、旧備中町の各地域で運行されていた成羽へき地医療バス、成羽医療バス、川上福祉バス、有償バス（合併前の備中町営バス（びっちゅうちょうえいバス））を、料金制度などを統一するかたちで「生活福祉バス」に統合したものである。[1]
- 料金は1回利用300円均一で、13歳未満の小人は150円、1歳未満の乳児は無料。7歳未満の幼児は同伴者1人につき1人まで無料。
  - 11枚綴りの回数券（大人用・小人用）がある。
- 自家用有償旅客運送（道路運送法の規定に基づく自家用自動車（白ナンバー車）による有償運送、いわゆる80条バス）の路線と、備北バスに運行委託している路線とがある。
  - 自家用有償旅客運送の路線も、運転業務は備北バスに委託している。

## 沿革
- 1971年4月1日 - 備北バスの廃止代替として、備中町にて町営バス運行開始（岡山県下第一号）。[2]
  - 西山農協前 - 野馳駅間9.5km、西山 - 黒鳥間23.7kmの2路線、朝夕2往復。
- 2004年10月1日 - 備中町、川上町、成羽町の高梁市への合併に伴い、各町の町営バス、福祉バス、医療バスが高梁市に引き継がれる。
- 2007年10月1日 - 高梁市生活福祉バス運行開始。

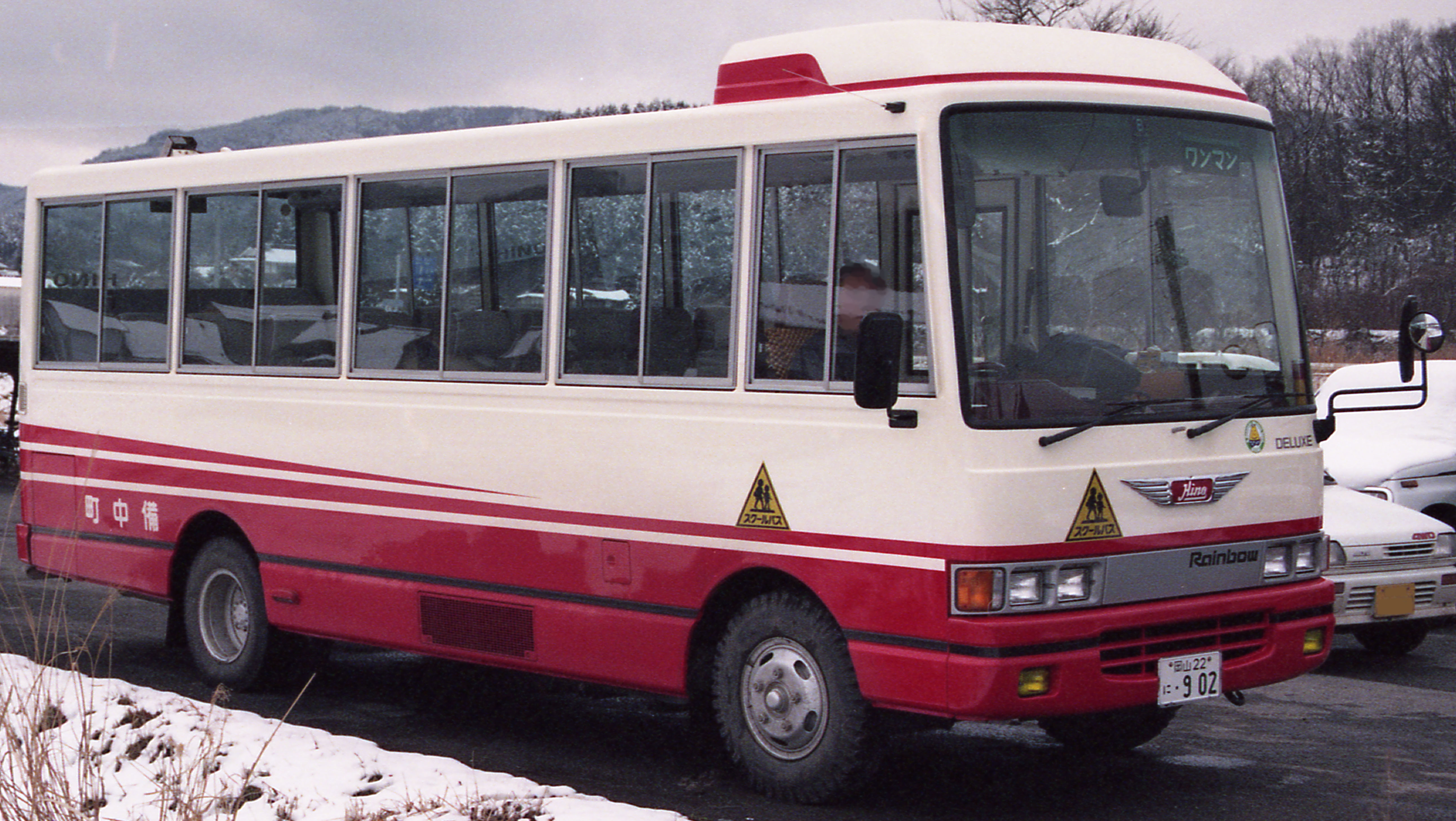
備中町営バス当時の車両
（1996年）

## 路線

### 自家用有償旅客運送の路線
自家用有償旅客運送の路線は、備中町当時から80条バスとして運行してきた備中地域の全路線と、成羽地域の一部路線が該当する。

#### 備中地域
黒鳥・布賀線（20.3km）
- 長屋橋 - 小田原 - 東別れ - 東 - 向 - 東別れ - 小田原 - 長屋橋 - 川合（川上バスセンター）
  - 日曜・祝祭日は運休。

東別れ・黒鳥線（9.6km）
- 東別れ - 東 - 向 - 東別れ - 小田原 - 長屋橋
  - 日曜・祝祭日は運休。

西山・田原線（23.5km）
- 西山ロッジ - 大蔵別れ - 高岩 - 西油野 - 田原診療所
  - 日曜・祝祭日は運休。

黒鳥・野馳線（48.4km）
- 川合（川上バスセンター） - 長屋橋 - 小田原 - 川戸 - やすらぎの里 - 川戸 - 田原診療所 - 西油野 - 高岩 - 大蔵別れ - 西山ロッジ - 大蔵別れ - 高山 - 野馳支所 - 野馳駅
  - 日曜・祝祭日は運休。

野馳・東城線（5.1km）
- 野馳駅 - 東城郵便局前
  - 日曜・祝祭日は運休。

#### 成羽地域
中野小泉線（24.8km）
- 松木水野宅前 - 上長田三叉路 - 羽根後小林宅後 - 相坂公会堂後 - 栃木教蓮寺 - 梶屋停留所 - 成羽病院 - 備中整形外科病院
  - 月曜・金曜及び奇数週の水曜のみ運行。

中線（19.8km）
- 西布寄三叉路 - 本郷集会所 - 長地後玉田 - 木ノ村集会所 - 長地前渡辺宅後 - 中生活改善センター - 成羽病院 - 備中整形外科病院
  - 火曜・木曜及び偶数週の水曜のみ運行。

### 備北バス委託の路線
備北バス委託の路線は、川上地域の全路線と、成羽地域の一部路線が該当する。

#### 川上地域
領家線（5.6km）
- 川上バスセンター - 乗元下 - 地頭

七地線（10.6km）
- 七地東 - 野呂中 - 馬渡 - 地頭 - 医療センター

上房線（13.8km）
- 地頭 - 医療センター - 南 - 高岳 - 上房 - 安成 - 地頭
  - 日曜・祝祭日は運休。

正寺線（7.0km）
- 正寺 - 下大竹口 - 南 - 医療センター - 地頭 - 乗元下 - 川上バスセンター

高山市線（12.6km）
- 高山市 - 出高山 - 須志 - 下大竹口 - 南 - 医療センター - 地頭 - 乗元下 - 川上バスセンター
- 地頭 - 医療センター - 南 - 下大竹口 - 神野西 - 須志 - 出高山 - 高山市

光松線（9.9km）
- 光松 - 三沢 - 地頭 - 医療センター
  - 日曜・祝祭日は運休。

麦の草・三沢線（14.5km）
- 麦の草 - 鈴木 - 大見谷 - 三沢 - 淀 - 地頭 - 医療センター
  - 月曜・水曜のみの運行。

馬渡・七地線（18.6km）
- 馬渡 - 宝行 - 菅野 - 七地 - 牧谷 - 花内 - 七地東 - 谷条 - 八十石 - 地頭 - 医療センター
  - 火曜・金曜のみの運行。

臘数・領家線（7.4km）
- 川上バスセンター - 臘数上 - 乗元下 - 地頭 - 医療センター
  - 月曜・水曜のみの運行。

白藤・高岳線（12.8km）
- 白藤 - 上房 - 高岳 - 大谷 - 安成 - 南 - 医療センター - 地頭
  - 火曜・金曜のみの運行。

佐屋・小広線（13.3km）
- 佐屋東 - 小角 - 正寺 - 下大竹口 - 南 - 医療センター - 地頭
  - 火曜・金曜のみの運行。

相坪・正寺線（9.9km）
- 相坪 - 本谷 - 正寺 - 下大竹口 - 南 - 医療センター - 地頭
  - 火曜・金曜のみの運行。

芋原・高山線（21.4km）
- 芋原 - 太刀洗 - 高山市 - 高山上組 - 谷尻 - 円丸 - 須志 - 平蔵谷 - 野呂中 - 下平中 - 下大竹口 - 南 - 医療センター - 地頭
  - 月曜・水曜のみの運行。

高山市・神野線（18.8km）
- 高山市 - 高山上組 - 出高山 - 須志 - 柳田 - 神野西 - 大井大久保 - 野田 - 下平 - 下大竹口 - 南 - 医療センター - 地頭
  - 火曜・金曜のみの運行。

中筋・陰地線（13.4km）
- 中筋下 - 上房 - 光安 - 正寺 - 下大竹口 - 南 - 医療センター - 地頭
  - 月曜・水曜のみの運行。

#### 成羽地域
吹屋線（31.0km）
- 下坂本 - 弓矢 - 矢光集会所前 - 梶平酒井宅前 - 北方西山菜加工場 - 吹屋公民館 - 宇治 - 羽山空広域農道 - 羽山天神神社 - 成羽バスセンター - 成羽病院 - 備中整形外科病院
  - 月曜・水曜のみの運行。

畑上線（7.2km）
- 畑上佐藤宅前 - 畑下方面三叉路 - 渡雁ゲートボール場 - 備中整形外科病院 - 成羽病院 - 成羽バスセンター
  - 火曜・金曜のみの運行。

福松線（18.8km）
- 福松川上宅前 - 日名畑集荷場前 - 熊谷 - 熊谷上足谷川橋 - 熊谷下権現堂前 - 下日名 - 備中整形外科病院 - 成羽病院 - 成羽バスセンター
  - 火曜・金曜のみの運行。

## 車両
- 自家用有償旅客運送用の車両は、備中地域が3台、成羽地域が1台ある。